# Acropora stoddarti
Acropora stoddarti är en korallart som beskrevs av Pillai och Friedrich Frederick Scheer 1976. Acropora stoddarti ingår i släktet Acropora och familjen Acroporidae. IUCN kategoriserar arten globalt som otillräckligt studerad. Inga underarter finns listade i Catalogue of Life.